# Corpi nudi
Corpi nudi è un film del 1983 diretto da Amasi Damiani con lo pseudonimo di Joseph Mallory.

## Trama
Il fotografo Luciano ha perso l’uso delle gambe in un incidente e la disgrazia, oltre a deprimerlo profondamente, lo spinge ad abbandonare la donna amata. Cerca così di spingerla tra le braccia d’un altro ma, quando la donna intuisce la verità, decide di andarsene da sola, non prima di avere confessato a Luciano che per lei non sarebbe stato un sacrificio continuare a vivere con lui.

## Produzione
Il titolo iniziale del film era Nude strike, di genere erotico soft. In seguito è stato pubblicato in videocassetta con l'aggiunta di vari spezzoni erotici interpretati da Marina Frajese, completamente estranei al film originale.